# O magnum mysterium
O magnum mysterium er en responsorial sang fra den katolske matutin-messe (morgenbøn) i julen.  
En række komponister har gennem musikhistorien anvendt sangen, eller blot teksten, som forlæg for korværker, blandt andre Byrd, Victoria, Gombert, Gabrieli, Palestrina, Poulenc, Judith Bingham, Harbison, La Rocca, Mäntyjärvi, Pierre Villette, Morales, Morten Lauridsen, Kevin Memley, Busto, Louie, Maw, David Conte, Miskinis, og Gjeilo.

## Latin tekst
O magnum mysterium,
et admirabile sacramentum,
ut animalia viderent Dominum natum,
jacentem in praesepio!
Beata Virgo, cujus viscera
meruerunt portare
Dominum Christum.
Alleluia.

## Dansk oversættelse
O, store mysterium
og underfulde sakramente,
at dyrene skulle se Herren fødes,
liggende i en krybbe!
Velsignet være Jomfruen, hvis liv
var værdigt at bære Kristus, Herren.
Halleluja.
| Musik | Spire Denne musikartikel er en spire som bør udbygges. Du er velkommen til at hjælpe Wikipedia ved at udvide den. |